# Zöschingen
Zöschingen település Németországban, azon belül Bajorországban. Lakosainak száma 772 fő (2023. december 31.).

## Népesség
A település népessége az elmúlt években az alábbi módon változott:
| Lakosok száma | 559  | 642  | 613  | 640  | 730  | 706  | 729  | 732  | 752  | 772  |
|               | 1875 | 1950 | 1975 | 1987 | 2012 | 2014 | 2016 | 2017 | 2021 | 2023 |